# Na Comerma de Sa Garita
Na Comerma de Sa Garita est un site archéologique daté de l'Âge du fer, situé sur la commune d'Alaior, sur l'île de Minorque, dans l'archipel des Baléares, en Espagne. Faute d'avoir été fouillé, la nature du site demeure énigmatique, d'autant que l'architecture du bâtiment édifié sur place est unique en son genre.

## Localisation
L'édifice est situé à environ 70 m à l'ouest du dolmen de Ses Roques Llises et à un plus de 600 m au sud-ouest du village talayotique de Torre d'en Galmés.

## Toponymie
Étymologiquement, le nom du lieu est composé de plusieurs mots : Comerma est lui-même composé de deux mots, coma et erma, le premier se référant à un terrain et le second à un lieu qui n'est pas connu, quant à Garita il pourrait faire référence à un espace dédié aux animaux.

## Architecture
Le monument se compose de deux parties distinctes : une grande cour sub-rectangulaire à ciel ouvert et une enceinte, en forme d'abside, en partie couverte. La grande cour mesure environ 270 m2. On y accède de l'extérieur, au sud, par une porte à linteau actuellement effondré. Le bâtiment, en forme d'abside, est de plan irrégulier. Il mesure 16 m de long, d'est en ouest, et 10 m de large, du nord au sud. Le bâtiment est entouré sur trois côtés par un mur épais conservé sur 2 m de hauteur, et adossé à la grande cour côté sud. L'intérieur de l'espace ainsi délimité est divisé par une série de « portiques », avec colonnes et architraves, formant cinq lignes orientées nord-sud et trois lignes orientées est-ouest. Les colonnes sont composées de plusieurs pierres brutes entassées, tels des tambours de colonne, les plus grandes comportant jusqu'à sept tambours. Les architraves sont de longues dalles parallélépipédiques sommairement taillées. Dix colonnes et six architraves sont encore en place, mais le sol est couvert de diverses pierres correspondant aux éléments d'origine d'anciens portiques désormais ruinés. L'angle nord-est du bâtiment comporte une curieuse construction en forme de tombe, tandis que dans l'angle nord-ouest se dresse une petite taula.

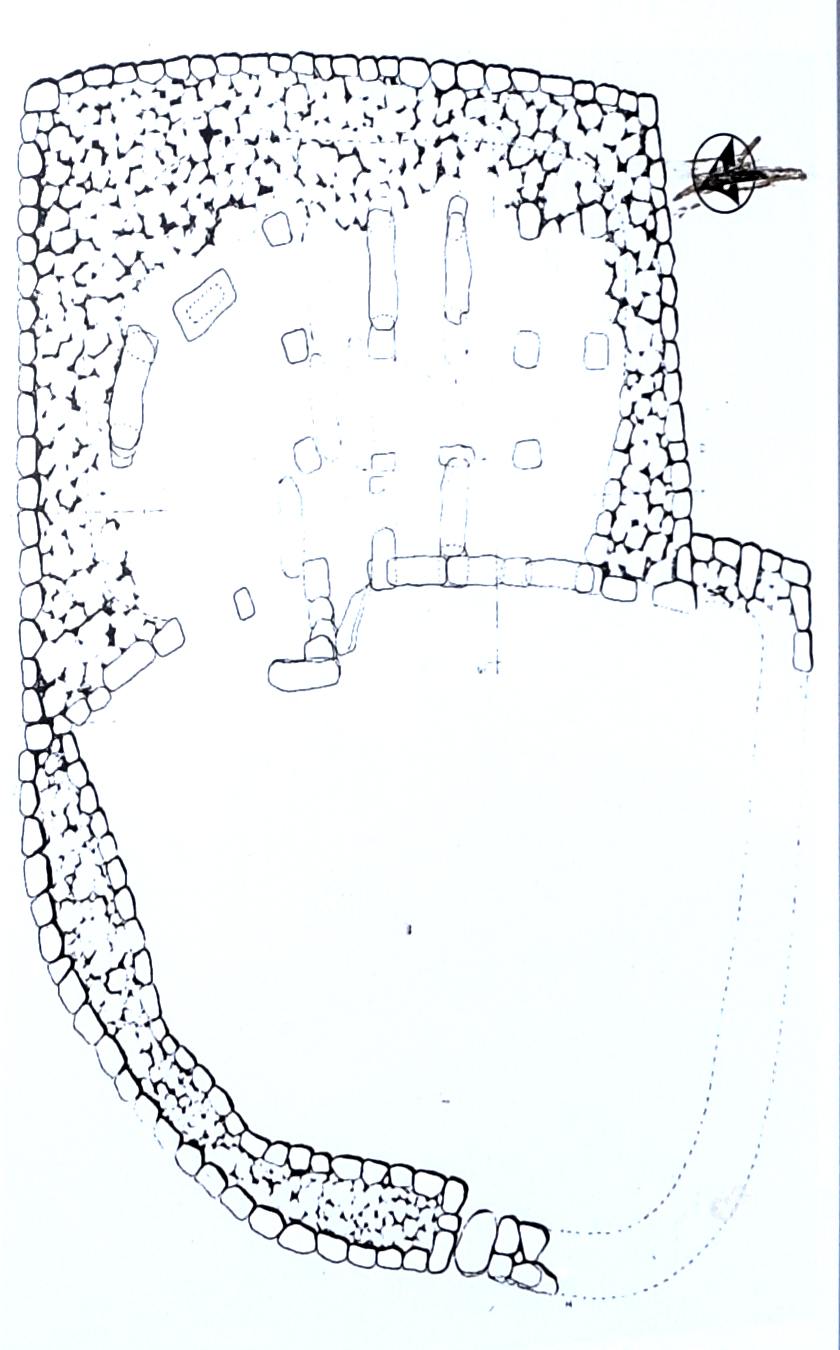
Plan de l'édifice.
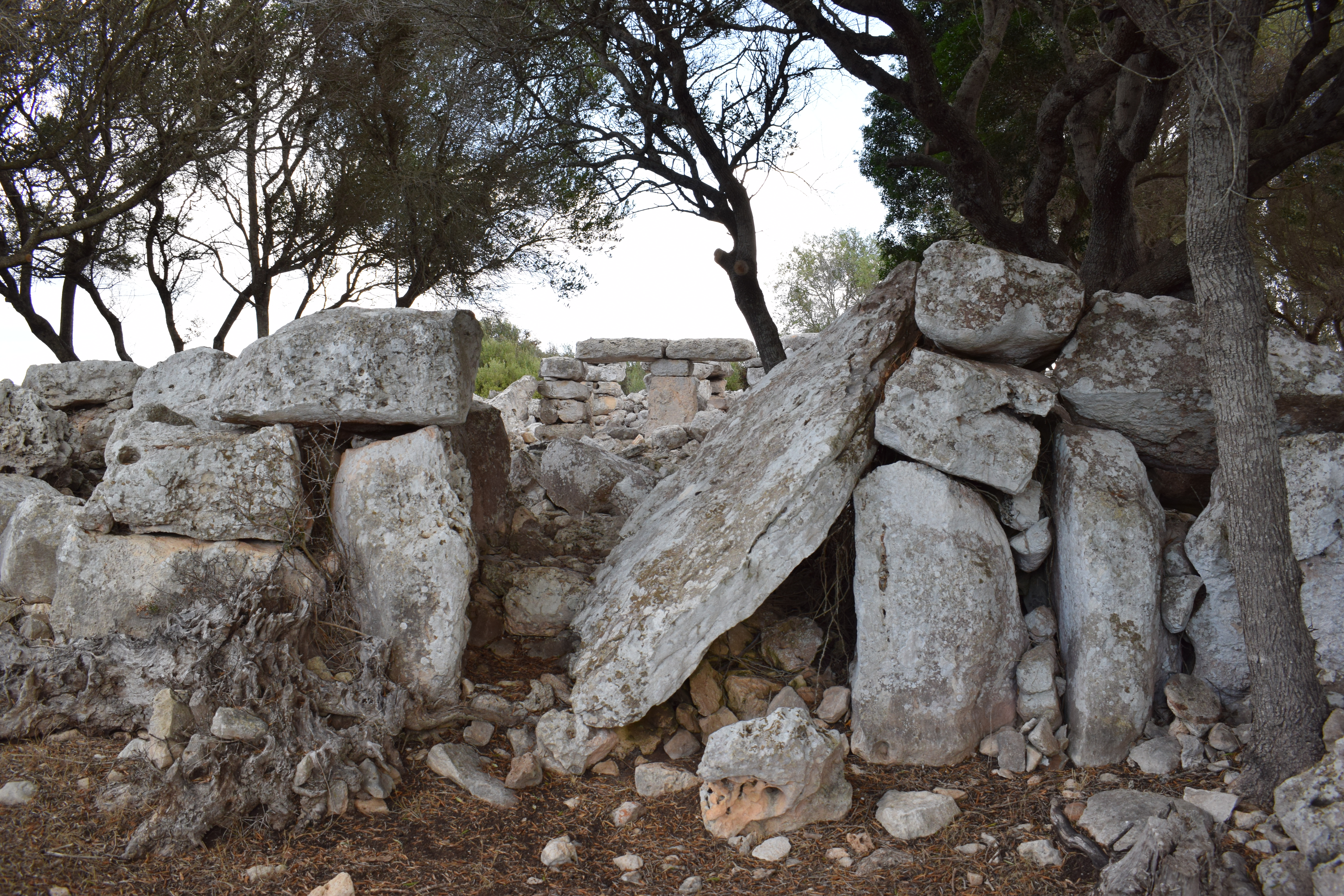
Porte d'accès à linteau.
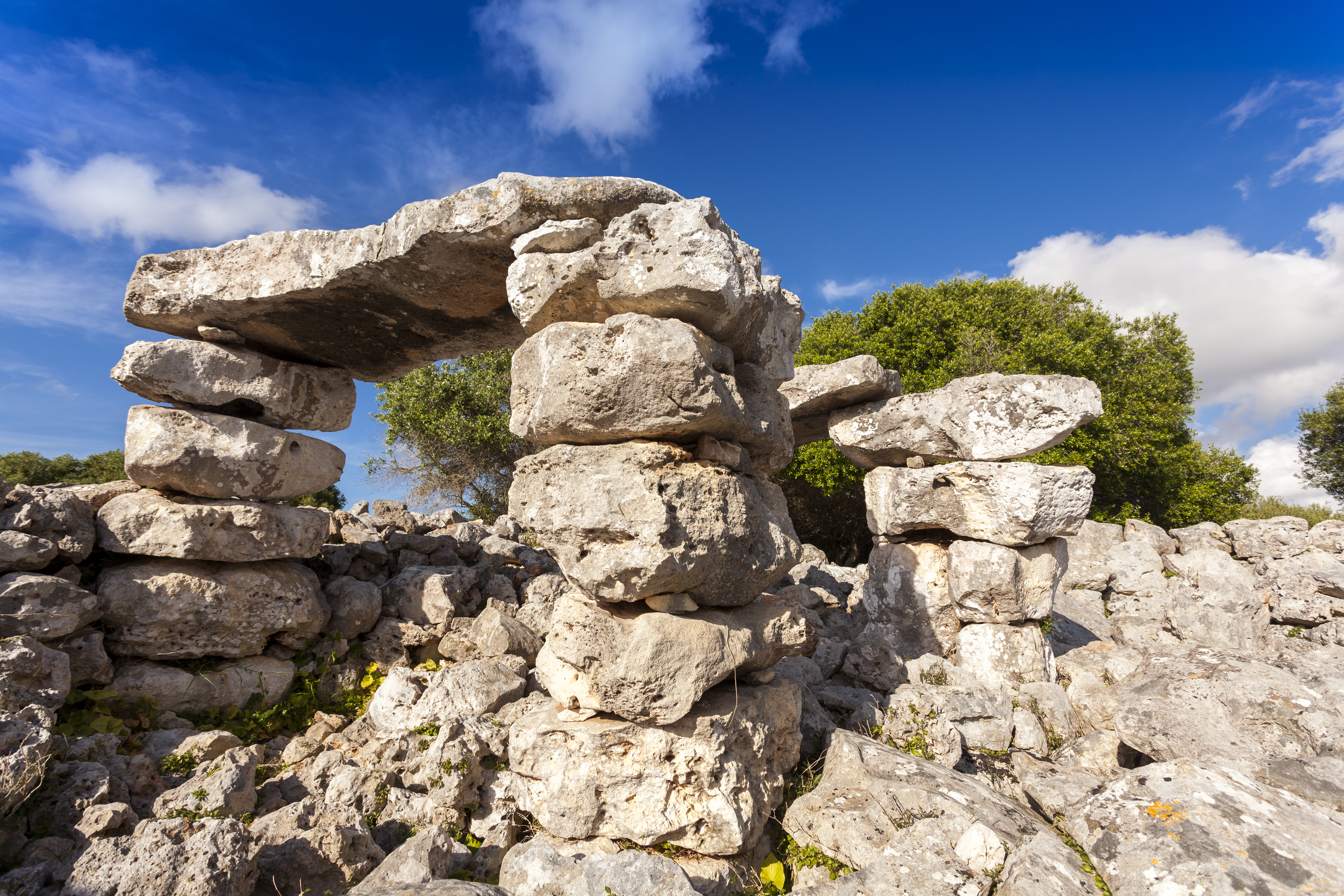
« Colonnes et architrave ».
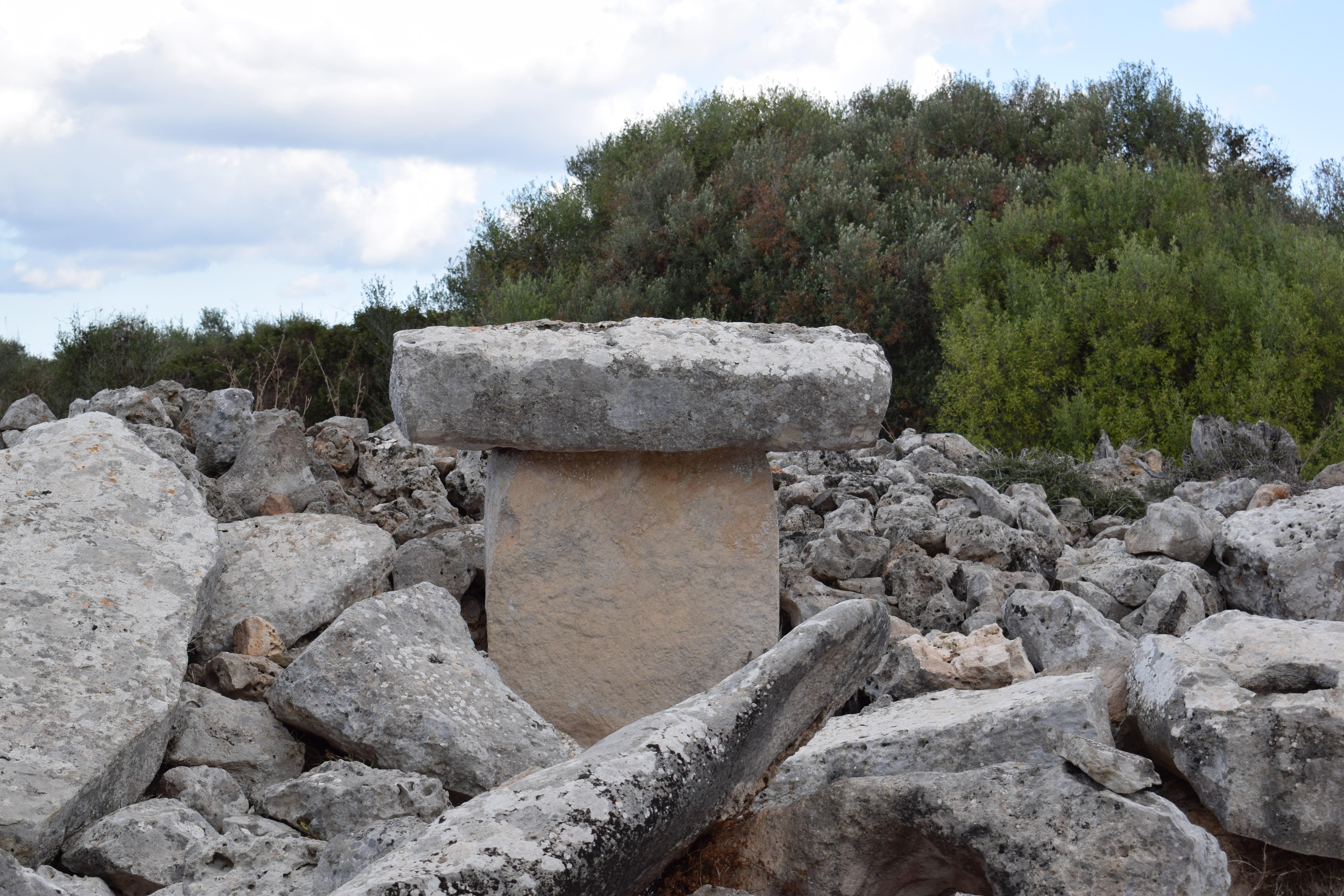
Petite taula.

## Essai d'interprétation
Aucune fouille archéologique n'a été effectuée sur le site : la fonction exacte et la chronologie précise de cet édifice demeurent inconnues, mais plusieurs hypothèses peuvent être envisagées. L'architecture ne correspond à celle d'aucun autre édifice connu. Il est peu vraisemblable qu'il puisse s'agir d'un bâtiment à usage d'habitat d'un type unique en son genre : les types d'habitat connus sont assez stéréotypés et jamais uniques en leur genre. L'amplitude des espaces suggère que l'édifice était destiné à accueillir simultanément un grand nombre de personnes, il pourrait donc s'agir d'un bâtiment public ou religieux. Globalement, le bâtiment s'apparente à une copie très rudimentaire d'un temple gréco-romain. La présence d'une taula, dans une configuration elle-même totalement atypique, pourrait confirmer la vocation religieuse de l'édifice ; a minima, elle indique une fréquentation du site durant la période post-talayotique.

## Protection
En 2013, l'Espagne a proposé l'inscription du site au titre de la « culture talayotique de Minorque » sur la liste indicative de l'UNESCO, préalable à une possible inscription au patrimoine mondial.